# فقد فبرينوجين الدم الخلقي
يعد فقد فبرينوجين الدم الخلقي (أو الـ أفبرينوجين) اضطرابًا نادرًا وراثيًا في الفبرينوجين في الدم حيث لا يتجلط الدم بشكل طبيعي بسبب نقص الفبرينوجين، وهو بروتين دم ضروري للتخثر. هذا الاضطراب وراثي جسمي متنحي، ما يعني أن الوالدين غير المتأثرين يمكن أن يكون لهما طفل مصاب بهذا الاضطراب. يتجلى نقص الفبرينوجين في نزيف مفرط، وفي بعض الأحيان، نزيف لا يمكن السيطرة عليه.

## العلامات والأعراض
نظرًا لأن هذا اضطراب موجود في الفرد منذ الولادة، فلا توجد علامات تحذيرية للبحث عنها. العَرَض الأول الذي يُلاحظ عادةً هو نزيف الحبل السري الذي يصعب إيقافه.
تشمل الأعراض الأخرى:
- نزيف الغشاء المخاطي للأنف والفم
- نزيف الجهاز الهضمي
- نزيف شديد / عفوي أو حدوث كدمات من إصابة طفيفة
- الحيض المطول عند النساء
- الإجهاض التلقائي أثناء الحمل
- نزيف الجهاز العصبي المركزي[7]

من الشائع حدوث نزيف عفوي في الفم والأنف والجهاز الهضمي. نظرًا لعدم إمكانية تكوين جلطات الدم، فإن الإصابات الطفيفة تؤدي إلى نزيف أو كدمات مفرطة. أكبر مصدر قلق للأفراد الذين يعانون من فقد فبرينوجين الدم هو نزيف الجهاز العصبي المركزي، ونزيف في الدماغ، والذي يمكن أن يكون قاتلًا. العديد من هذه الأعراض مزمنة، وتستمر في الحدوث طوال حياة الفرد المصاب.

## الأسباب
تتأثر الطفرة الخاطئة أو غير المنطقية للجينات التي ترمز لبروتين الفبرينوجين. عادة ما تؤدي الطفرة إلى توقف مبكر في إنتاج البروتين. نظرًا لكون المشكلة وراثية، لا توجد طريقة للوقاية من المرض. يمكن للأفراد إجراء الاختبارات الجينية لمعرفة ما إذا كانوا حاملين لهذه السمة، وإذا كان الأمر كذلك، فقد يختارون إكمال الاستشارة الوراثية لفهم الاضطراب بشكل أفضل والمساعدة في إدارة تنظيم الأسرة. يمكن للوالدين اختيار إجراء اختبار جيني قبل الولادة للاضطراب لتحديد ما إذا كان طفلهم سيصاب بالمرض. عامل الخطر الوحيد هو إذا كان كلا والدا الطفل يحملان الأليل المتنحي المرتبط بالاضطراب.

## الآلية
الأفراد الذين يعانون من هذا الاضطراب لديهم طفرة في جين الفبرينوجين الذي يمنع تكوين البروتين. في الظروف العادية، يتحول الفبرينوجين إلى الفبرين عندما ينشطر بواسطة إنزيم الثرومبين في الدم. يشكل الفيبرين المتشكل حديثًا شبكة غنية بالألياف تساعد على احتجاز خلايا الدم الحمراء لبدء عملية التخثر وتشكيل جلطة. نظرًا لعدم وجود الفبرينوجين أثناء وجود الفبرينوجينيميا، لا يمكن تكوين الفيبرين للمساعدة في هذه العملية.

## التشخيص

### الاختبارات التشخيصية
عند الاشتباه في وجود مشكلة في الفبرينوجين، يمكن طلب الاختبارات التالية:
- زمن البروترومبين
- زمن الترومبوبلاستين الجزئي
- مستوى الفبرينوجين في الدم (الكلي والقابل للتخثر)
- زمن الريبتيلاز
- زمن الثرومبين[10]

مستويات الفبرينوجين في الدم أقل من 0.1 جم / لتر وأوقات اختبار النزيف لفترات طويلة هي مؤشرات على إصابة الفرد بأفبرينوجين الدم.
قد يظهر اشتباه في وجود فقد فبرينوجين الدم الخلقي في اختبار وظيفة تراكم الصفائح الدموية.